# Landry Nzambé-Busugu
Landry Nzambé-Busugu (ur. w 1966) – gaboński lekkoatleta, który specjalizował się w wielobojach.
Jedynym sukcesem tego zawodnika był brązowy medal podczas mistrzostw Afryki, które w 1985 roku gościł Kair.